# Julianów (powiat rawski)
Julianów – wieś w Polsce położona w województwie łódzkim, w powiecie rawskim, w gminie Rawa Mazowiecka.
W latach 1954–1961 wieś należała i była siedzibą władz gromady Julianów, po jej zniesieniu w gromadzie Rawa Mazowiecka. W latach 1975–1998 miejscowość należała administracyjnie do województwa skierniewickiego.

## Historia

### Dzieje wsi
Jeszcze na początku XX wieku przez tereny dzisiejszego Julianowa przebiegała granica lasu, którego pozostałościami są pomniki przyrody we wsi. Obszar ten wraz z okolicznymi miejscowościami od pierwszej połowy XIX wieku należał do rodziny Starża-Majewskich herbu Starykoń. Po śmierci Juliana Starży-Majewskiego w 1914 r. tereny te (wraz z Konopnicą, Pokrzywną, Zagórzem i Żydomicami) odziedziczył jego siostrzeniec Leszek Romocki herbu Prawdzic. 
Do roku 1954 wieś należała do gminy Wałowice/Niwna. W latach 1954–1961, po zastąpieniu struktury gmin gromadami, miejscowość należała do gromady Julianów. W skład gromady Julianów weszły obszary dotychczasowych gromad: Jakubów, Kaleń, Konopnica z wyłączeniem przysiółka Sucha, Zagórze, Żydomice i Przewodowice z wyłączeniem uroczyska leśnego Dębina z gminy Niwna. Gromada z końcem 1961 roku została włączona w skład gromady Rawa Mazowiecka i w 1972 w skład gminy Rawa Mazowiecka.